# Solitudes (Enrico Pieranunzi/Lee Konitz)
Solitudes è un album di Enrico Pieranunzi e Lee Konitz, pubblicato dalla Philology Records nel 1988. Il disco fu registrato il 4 dicembre 1988 al Soundvideocat Studio di Roma, Italia.

## Tracce
1. How High the Moon – 4:37 (Morgan Lewis, Nancy Hamilton)
2. Embraceable You – 5:40 (George Gershwin)
3. When I Fall in Love – 4:16 (Edward Heyman, Victor Young)
4. I Should Care – 4:53 (Sammy Cahn, Axel Stordahl)
5. The Shadow of Your Smile – 3:04 (Johnny Mandel)
6. Autumn Leaves – 4:53 (Joseph Cosma)
7. Don't Blame Me (Take 1) – 5:16 (Jimmy Mc Hugh, Dorothy Fields)
8. Solitude – 3:40 (Duke Ellington)
9. My Old Flame (Take 1) – 5:00 (Arthur Johnston, Sam Coslow)
10. The Touch of Your Lips – 4:07 (Ray Noble)
11. Chet – 3:49 (Enrico Pieranunzi)
12. It Might as Well Be Spring – 6:36 (Richard Rodgers, Lorenz Hart)
13. My Old Flame (Take 2) – 4:51 (Arthur Johnston, Sam Coslow)
14. Don't Blame Me (Take 2) – 4:05 (Jimmy Mc Hugh, Dorothy Fields)
15. Don't Blame Me (Take 3) – 3:13 (Jimmy Mc Hugh, Dorothy Fields)

## Musicisti
- Enrico Pieranunzi - pianoforte
- Lee Konitz - sassofono alto, sassofono soprano